# August tom Dieck
August Christian Hermann tom Dieck, född den 23 mars 1831 i Oldenburg, död den 20 augusti 1893, var en tysk målare.
tom Dieck studerade 1847-51 i Dresden, kom sedan i Adolf Wichmanns ateljé, målade en Sankta Cecilia (Dresdengalleriet), blev därefter lärjunge till Julius Schnorr, under vars ledning han utförde kartonger med bibliska kompositioner, och begav sig 1857 till Italien, där han rönte inflytande av Peter von Cornelius. Han studerade i Florens och, främst, i Rom, där han målade De båda Mariorna vid Kristi grav (1859) samt även arbetade för den tyska klassiska musikens införande. Efter 1861 levde han mestadels i Dresden, målade bland annat Kristus på Oljeberget, Korsfästelsen och Förklaringen med flera altartavlor för oldenburgska kyrkor. Därjämte utförde han porträtt av Oldenburgs storhertig och hans gemål samt tecknade cykler efter Rafaels tapeter och fresker.